# Junjō Romantica
Junjō Romantica (jap. 純情ロマンチカ Junjō Romanchika) – manga autorstwa Shungiku Nakamury. Wydawana jest w czasopiśmie Asuka Ciel. Do września 2020 roku wydanych zostało 25 tomów.
Na podstawie mangi powstały trzy serie anime, które wyemitowano w latach 2008-2015.

## Opis fabuły

### Junjō  Romantica
Główni bohaterowie:
- Misaki Takahashi (高橋 美咲 Takahashi Misaki)
- Akihiko Usami (宇佐見 秋彦 Usami Akihiko) – zwany Usagim-san

Cała historia skupia się wokół Misakiego i Akihiko. Usami jest najmłodszym pisarzem, który otrzymał nagrodę Naomori. Jego najlepszym przyjacielem jest Takahiro, w którym skrycie się podkochuje. Akihiko, na prośbę swojego przyjaciela, zgadza się zaopiekować jego bratem, Misakim, który jest świadomy orientacji seksualnej Usagiego. Pewnego razu Takahiro ogłasza, że niedługo zamierza poślubić swoją dziewczynę. Misaki bardzo cierpi, ponieważ rozumie jaki ból musiało to oświadczenie sprawić Akihiko. Takahiro wyrusza do Osaki. Swojego młodszego brata zostawia pod opieką Usamiego. Akihiko zakochuje się w Misakim, lecz chłopak myśli, że jest dla niego jedynie zastępstwem Takahiro.

### Junjō  Egoista
Główni bohaterowie:
- Hiroki Kamijō (上條 弘樹 Kamijō Hiroki)
- Nowaki Kusama (草間 野分 Kusama Nowaki)

Jest to historia drugiej pary, Hirokiego i Nowakiego. Akihiko jest najlepszym przyjacielem z dzieciństwa Hirokiego i jednocześnie jego pierwszą, ale nieodwzajemnioną miłością. Pewnego dnia Nowaki spotyka w parku płaczącego Hirokiego i w celu poprawienia mu humoru zaprasza go do spędzenia popołudnia z nim i jego kolegami. Nowaki prosi Kamijō, aby pomógł mu w nauce. Początkowo Hiroki nie jest chętny, ale ostatecznie zgadza się zostać jego opiekunem. Pod koniec studiów, Nowaki wyznaje, że od chwili, gdy spotkał Hirokiego w parku, jest w nim zakochany.

### Junjō  Terrorista
Główni bohaterowie:
- Yō Miyagi (宮城 庸 Miyagi Yō)
- Shinobu Takatsuki (高槻 忍 Takatsuki Shinobu)

Jest to historia Shinobu, 18-letniego studenta, który zakochuje się w Miyagim, profesorze literatury Uniwersytetu Mitsuhashi. Kiedy Yō rozwiódł się, Shinobu, który studiował w Australii, postanowił wrócić do Japonii, by rozkochać w sobie Miyagiego. Jednak Yō nie dość, że jest 35-letnim profesorem (różnica wieku między nim a Shinobu wynosi 17), to na dodatek jest heteroseksualny.

### Junjō  Minimun
Główni bohaterowie:
- Akihiko Usami (宇佐見 秋彦 Usami Akihiko)
- Hiroki Kamijō (上條 弘樹 Kamijō Hiroki)

Jest to opowieść o dzieciństwie Usagiego i Hirokiego, którzy przypadkowo spotkali się w "sekretnym miejscu" Kamijō. Pewnego razu Hiroki przypadkiem czyta jeden z "tajnych" notatników Akihiko (którego chłopak nikomu nie chciał pokazywać, lecz w końcu zrobił dla Hirokiego wyjątek). Z czasem Kamijō zaczyna rozumieć, że jest zakochany w Usamim, lecz bez wzajemności.

### Junjō Mistake
Główni bohaterowie:
- Ryuichiro Isaka (伊坂 リュ一路 Isaka Ryuichiro)
- Karou Asahina (朝比奈 過労 Asahina Karou)

Rodzina Karou ma problemy finansowe, więc Danna-sama (ojciec Isaki) postanawia im pomóc- przygarnia ich pod swój dach (według Skaiichi Hatsukoi – odcinek 6). Ich miłość zaczyna się w latach młodzieńczych i jest ona odwzajemniona. Obaj mężczyźni boją się utraty swojego kochanka.